# NGC 3685
NGC 3685 је елиптична галаксија у сазвежђу Лав која се налази на NGC листи објеката дубоког неба.
Деклинација објекта је + 4° 19' 39" а ректасцензија 11h 28m 16,2s. Привидна величина (магнитуда) објекта NGC 3685 износи 14,1 а фотографска магнитуда 15,1. NGC 3685 је још познат и под ознакама MCG 1-29-45, CGCG 39-192, KCPG 287B, Todd 9, PGC 35305.